# Бала-Четирманська сільська рада
Бала́-Четирма́нська сільська рада (рос. Бала-Четырманский сельский совет) — муніципальне утворення у складі Федоровського району Башкортостану, Росія. Адміністративний центр — село Бала-Четирман.

## Населення
Населення — 2351 особа (2019, 2870 в 2010, 3214 в 2002).

## Склад
До складу поселення входять такі населені пункти:
| Населений пункт        | Населення, осіб (2002) | Населення, осіб (2010) |
| ---------------------- | ---------------------- | ---------------------- |
| Бала-Четирман, село    | 1617                   | 1426                   |
| Гавриловка, село       | 214                    | 240                    |
| Златоустовка, присілок | 286                    | 279                    |
| Ішмухаметово, присілок | 88                     | 73                     |
| Новософієвка, присілок | 225                    | 198                    |
| Новояушево, село       | 422                    | 350                    |
| Поляковка, присілок    | 1                      | 0                      |
| Сергієвка, село        | 57                     | 13                     |
| Старий Четирман, село  | 302                    | 291                    |
| Федотовка, присілок    | 2                      | 0                      |